# Kasteel Sonnenberg
Kasteel Sonnenberg is een kasteel op de Immenberg in Thurgau in Zwitserland. Tijdens een restauratie in 2009 werd ontdekt dat op de plaats waar het kasteel staat in het 4e millennium v.Chr. een nederzetting was.
Kasteel Sonnenberg wordt voor het eerst genoemd in 1242 als "Sunnunbergh". Het was het huis van de familie van Sonnenberg. Na het veranderen van eigenaar bouwde Jost Zollikofer het huidige kasteel van St. Gallen in 1596. In 1678 kwam het in het bezit van het klooster van Einsiedeln.
In 2007 kocht Christian Baha het kasteel en het landgoed van 150 ha. In 2009 werd het kasteel gerestaureerd en deels herbouwd.
Kasteel Sonnenberg staat 649 meter boven zeeniveau.